# Alectra lurida
Alectra lurida là loài thực vật có hoa thuộc họ Cỏ chổi. Loài này được Harv. mô tả khoa học đầu tiên năm 1838.